# Камьонкі Вєлькє (ґміна)
Ґміна Камьонкі Вєлькє — адміністративна субодиниця Коломийського повіту Станіславського воєводства. Утворена 1 серпня 1934 року згідно з розпорядженням Міністерства внутрішніх справ РП від 26 липня 1934 за підписом міністра Мар'яна Зиндрама-Косьцялковського під час адміністративної реформи. Село Велика Кам'янка стало центром сільської ґміни Камьонкі Вєлькє. Ґміна утворена з двох попередніх самоврядних сільських гмін Фатовце і Камьонкі Вєлькє.
У 1934 р. територія ґміни становила 44,75 км². Населення ґміни станом на 1931 рік становило 4 385 осіб. Налічувалось 1 235 житлових будинків.
Ґміна ліквідована в 1940 р. у зв’язку з утворенням Коршівського району.